# جاك جيوسبوري
جاك جيوسبوري (بالإنجليزية: Jack Jewsbury)‏ (13 أبريل 1981 بجوبلن في الولايات المتحدة - ) هو لاعب كرة قدم أمريكي في مركز الوسط. لعب مع سبورتينغ كانساس سيتي وبورتلاند تمبرز وKansas City Brass ‏ وSaint Louis Billikens men's soccer ‏ وSyracuse Salty Dogs ‏.

## وصلات خارجية
- جاك جيوسبوري على موقع الدوري الأمريكي (الإنجليزية)
- جاك جيوسبوري على موقع قاعدة بيانات كرة القدم.إي يو (الإنجليزية)
- جاك جيوسبوري على موقع Soccerway.com (الإنجليزية)
- جاك جيوسبوري على موقع عالم كرة القدم.نت (الإنجليزية)
- جاك جيوسبوري على موقع AS.com (الإسبانية)